# 特拉維夫—耶路撒冷鐵路

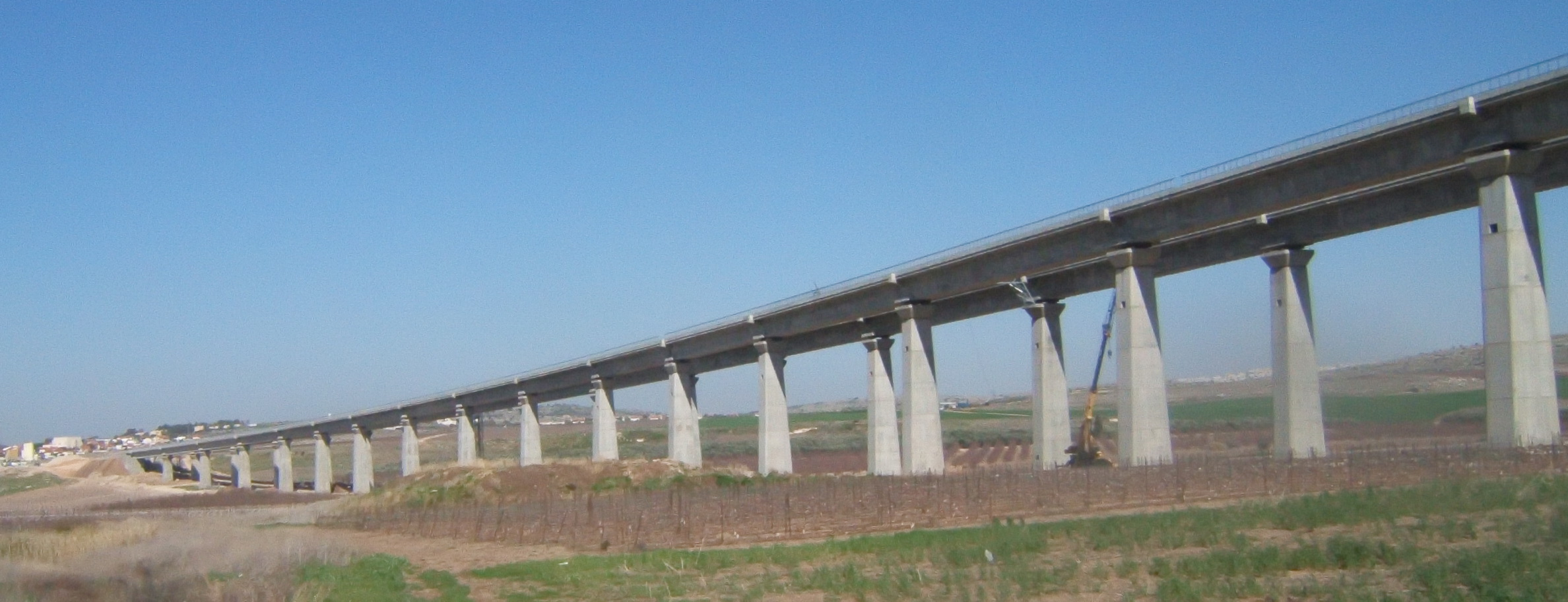
阿亚隆谷大桥，最知名並具有里程碑意义的项目之一

特拉維夫—耶路撒冷鐵路（也稱：耶路撒冷高鐵、A1计划、29號鐵路）是以色列一條連結特拉維夫和耶路撒冷的鐵路線，自2001年動工，2018年9月25日通車。此線將成為兩城的主要鐵路連接，並輔助舊有的雅法—耶路撒冷鐵路。故此，該線在以色列往往被稱為「往耶路撒冷的高速鐵路」以區分較舊、較長和較慢的鐵路線，但並不符合高速鐵路的最低標準。
新興建的鐵路線是全長56公里的雙線電氣化軌道。由於此線大部分路段多山，需要以大量高架橋和隧道通過，工程費用約為70億以色列新謝克爾（約20億美元）。設計速度為160公里/小時，並可將耶路撒冷伊扎克·纳冯车站前往特拉維夫哈加拿車站以及本·古里安機場站的所需時間分別縮短至28分鐘和20分鐘。
此線是以色列第一條電氣化的重鐵路線，原先預計於2008年通車，但由於遇上大量反對、行政上拖延和工程難度導致其在2018年9月也只是部分啟用，列車只來往耶路撒冷至本·古里安機場。其餘前往特拉維夫以及海爾茲利亞站的電氣化工程將一直延誤至2019年。在那以前，由耶路撒冷前往本·古里安機場以外的乘客需在機場站轉乘其他列車。
最終，由耶路撒冷開出的列車將一直開行至以色列北部，同步將海岸鐵路電氣化，到了2020年代中期從耶路撒冷開出的列車將開往卡梅爾站。

## 规划

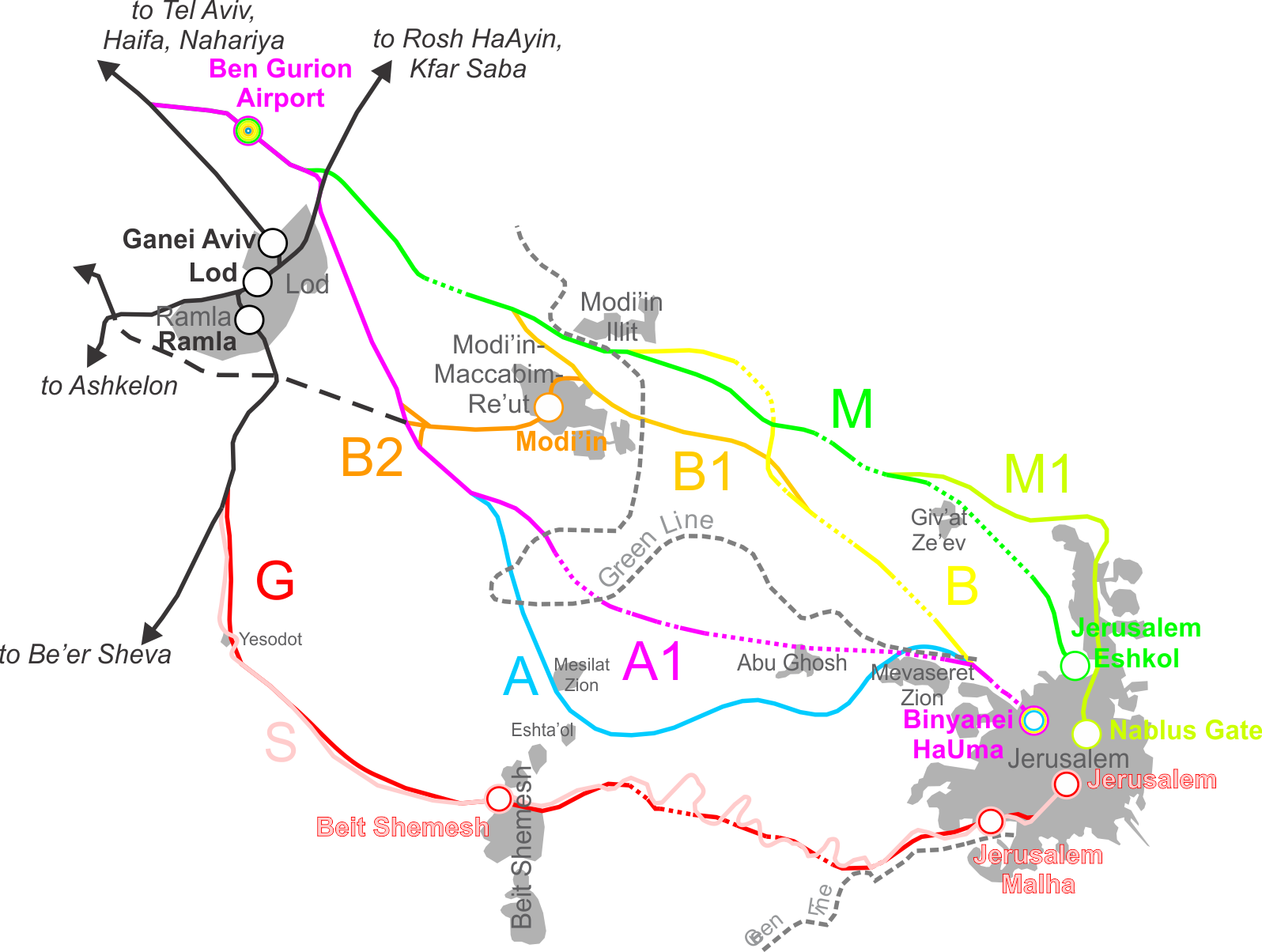
所選路線（S及A1）以及其他定線方案的地圖，以虛線顯示隧道

1998年，受軌道狀態惡劣影響，舊雅法－耶路撒冷鐵路上特拉維夫至耶路撒冷的列車停運，因此急需興建由特拉維夫至耶路撒冷的鐵路線。2000至2001年間提出了若干定線方案：
- S及S1計劃：舊單線路線進行少量修補（S），或是加設少量短隧道和彎道拉直（S1）。
- G及G1計劃：舊路線大規模修補，沿已有路線興建大量長隧道以拉直彎道：G計劃興建4至6公里隧道，G1計劃興建16公里。G1將繼續延長至耶路撒冷市中心，並在獨立公園興建地下車站作為總站[6]。
- B、B1、B2、M及M1計劃：途經莫迪因馬加比勒特或是沿443號公路（英语：Route 443 (Israel)）興建一條由特拉維夫至耶路撒冷的新路線。
- A及A1計劃：沿1號公路的城市興建新路線，並加入一條往莫迪因支線。出版計劃的機構推薦採用這些方案（1994年A方案，1997年及2000年A1方案）[7]。相比A線，A1線興建大量隧道以較直接的路線穿過山脈。

沿443號公路興建路線的計劃由於完全橫穿約旦河西岸，遭到即時拋棄。耶路撒冷市政府支持G1計劃，而以色列鐵路優先支持S計劃以便快速執行，其次是A1計劃。2001年6月13日，交通部長埃弗拉伊姆·斯涅及以色列總理阿里埃勒·沙龍決定採用以色列鐵路的計劃，其中一個原因是G1的走線需要通過自然保護區，遭到環保組織的反對。B2計劃用作前往莫迪因的支線，2008年完工。此段鐵路將來會延長至里雄萊錫安，而興建431號公路時已經預留了空間供該段鐵路使用。由於執行S計劃，原來直入耶路撒冷市區的路線在耶路撒冷市政府的請求下，由原先以耶路撒冷車站為總站縮短至以耶路撒冷南部新的馬勒哈車站為總站。
S計劃恢復後，由特拉維夫沿已有鐵路前往耶路撒冷南部需時75分鐘。受需時較長、馬勒哈車站並非位於市中心、東段只有單線而容量偏低等因素限制，意味著儘管此線連接兩個大都會，但繼續成為以色列鐵路網絡當中較少人使用的路線。相比之下，使用新的A1路線由特拉維夫至耶路撒冷市中心約為30分鐘，而且全線可開行較多列車，班次亦可縮短。

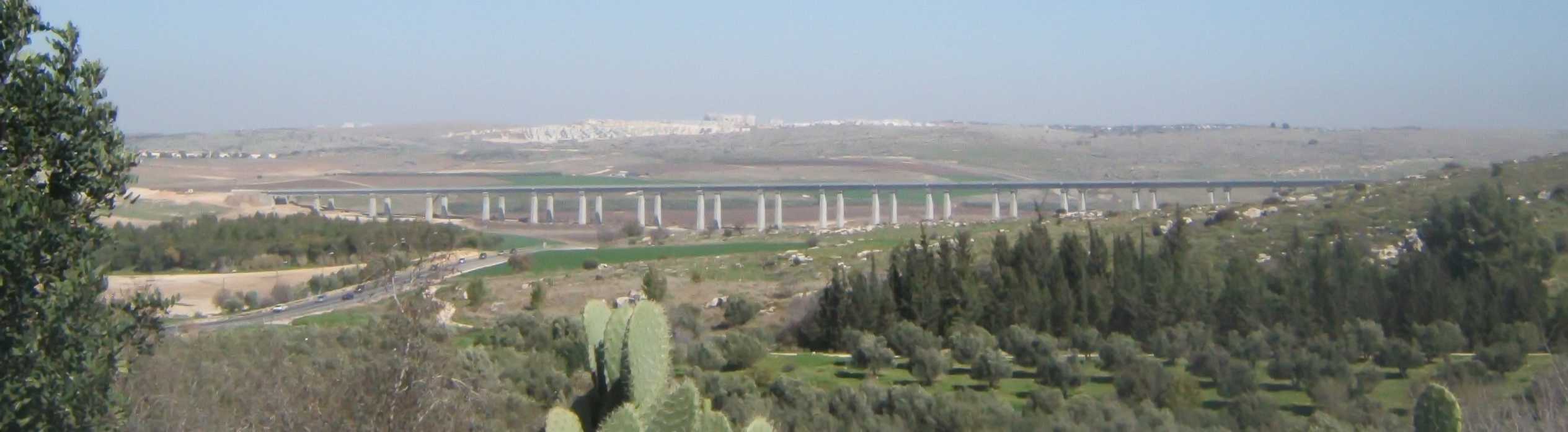
阿亞隆谷橋（6號橋）

## 車站
路線設有以下車站：
- 本·古里安機場站：位於本·古里安國際機場3號航廈。
- 耶路撒冷伊扎克·纳冯车站：位於耶路撒冷中央巴士總站旁邊，深80公尺。車站同時可作防空洞使用。

營運頭幾年，耶路撒冷開出途經本·古里安機場車站的列車將停靠特拉維夫所有車站，並以鐵路電氣化工程結束點海爾茲利亞站為總站。之後，隨著海岸鐵路線北段其餘路段電氣化進展，路線將北延至海法以至卡梅爾。
在耶路撒冷一側，已經有計劃透過延長由梅瓦賽萊特錫安起的隧道將伊扎克·納馮車站連接耶路撒冷馬勒哈車站。

### 莫迪因支線
莫迪因支線在2008年4月1日啟用，設有兩個車站：帕提莫迪因車站以及莫迪因中心站。後者位於地下，與伊扎克·納馮車站相似，並可以繼續延長路線進入市區。過去已多次有政府部門表示將繼續延長此線，但將莫迪因支線北延或東延將通過約旦河西岸，故此一直無法得到巴勒斯坦民族權力機構的同意。
莫迪因支線的起初配置只容許列車來往特拉維夫和機場方向到達莫迪因。後來興建耶路撒冷段鐵路時加建了一條支線，以便耶路撒冷的列車也可開到莫迪因。

## 困難及爭議

### 財政困難
由於項目造價極高，因此儘管此線是以色列鐵路的旗艦項目，然而由一開始就遇上了財政困難。起初的費用估計約為28億以色列新謝克爾，但在2008年重新評過過後升至60億，並需要以色列政府增資20億新謝克爾。這拖延了獲得交通部同意開挖隧道，期間造成了嚴重的延誤，後來雖然造價升幅提升，但需求也相應提升。交通部稍後決定無限期推遲鐵路往莫迪因（B2）的連結。2008年12月2日，儘管項目造價提升，財政部也需要額外出資30億新謝克爾進行工程，以色列內閣仍然要求以色列鐵路推進工程。到了2010年，造成升至69億新謝克爾。
中標C段介乎谷門至梅瓦賽萊特錫安的夏皮工程，由於以色列鐵路先於獲得政府批准招標，計劃延遲了兩年。問題在2009年夏天才解決。夏皮工程因此遭受財政損失，並起訴以色列鐵路，索償5億新謝克爾。如果法庭判處夏皮工程勝訴，工程總開支將要額外加上訟費。

### 行政爭議和招標爭議
以色列鐵路對B段和C段進行招標，並明確要求只有曾經進行10億新謝克爾以上工程的公司方可參與。由於以色列只有達納工程可以達標，無異於直接中標。最後埃達德·斯皮瓦克和A·埃普斯泰因組成聯合控股公司以爭奪標書，後者最後成功中標。
然而，以色列鐵路卻委任了達納工程的前行政主權丹·阿里作為整個項目的負責人，而聯合控股公司和阿里發生爭拗，最後聯合控股公司退出項目，由達納工程取代。2010年末，以色列鐵路決定撤換工程管理層，丹·阿里也不再擔任項目負責人。

### 廢土和工程問題
截至2008年1月其中一個主要的絆腳石，是如何處理隧道挖掘出來的廢土。廢土堆起了臨時的土堆，但這個方法不但傷害環境，也不足以處理主隧道（3號隧道）的廢土量。以色列鐵路不斷對鐵路原有設計進行修改，故此亦需對工程公司阿米·姆湯姆支付額外費用，進一步拖延了進展。額外的廢土最後埋在將在特拉維夫和耶路撒冷之間，谷門轉乘站旁邊一個新的堆填區。
此線在2011年1月和3月分別發生兩次火災，造成隧道倒塌，不過兩次都無人傷亡。

### 意特拉溪
鐵路線將通過國家公園以及聖經約書亞記提及的地點意特拉溪。這是工程的一個主要環境問題，同時也是環保組織反對的原因。環保組織的運動由公園管理局的澤埃夫·哈科恩以及自然保護協會的亞伯拉罕·謝克德發起，基於德國隧道工程專家阿爾弗雷德·哈克的意見提出一個新設計，將2號和3號隧道合併成一條較長和較深的隧道，下穿意特拉溪。以色列鐵路反對他們的提議，而他們稱該提議長遠更為節省金錢。
主要的爭議點在於以色列鐵路建議的設計採用150公尺長的鐵路橋（8號橋）跨過意特拉溪，以及鋪設長200公尺的柏油路以便進行工程。以色列鐵路和財政部都以財政和工期原因反對長隧道建議，世界報專欄作家摩西·李奇曼指出反對只是自負和不願意的結合，不希望在最後一刻更改工程計劃。然而，2009年3月耶路撒冷地區基建規劃委員會拒絕了環保組織的計劃，採納了以色列鐵路原有的雙隧道計劃。計劃之後提交至國家基建規劃委員會作出最後決定。2009年4月5日，自然保護協會提交了請願，以及過千個反對該路線的簽名，包括羅伯特·約翰·奧曼教授的簽名。
2009年6月23日，環保組織的請願遭到回絕，規劃委員會決定以橋樑跨過意特拉溪，與之前薩丹委員會建議相似。以色列鐵路和耶路撒冷市政府支持決定。2009年8月，國家規劃委員會批准了以橋樑跨過意特拉溪的決定，但可在橋址更改設計以達致環境友善。因此，為了減少橋樑的痕跡，整個設計由原先的多段傳統混凝土梁橋改為大跨徑的懸臂橋，在中間只用一支懸臂支撐。另外也儘量減少工程對意特拉溪周圍環境的影響。連接的道路不再採用寬闊的柏油路，而是興建了較小的一條道路，重型機器（例如3號隧道的隧道鑽挖機組件）以及全長12公里的3號隧道挖出的廢土將通過新橋和2號隧道運進和運走。

### 通過約旦河西岸和梅瓦賽萊特錫安
此線也受左翼和巴勒斯坦人批評，路線分別有兩段通過約旦河西岸，合共6公里。多數以隧道通過，其中一段位於拉特倫地區，另一段原先計劃下穿梅瓦賽萊特錫安，遭到該鎮居民強烈抗議而改道至該城北面通過。就此，此線以色列鐵路的顧問德國國家鐵路營運商德國鐵路在親巴勒斯坦組織的壓力下退出。梅瓦賽萊特居民也發起運動要求使用隧道鑽挖機興建該段。意大利米蘭附近的羅鎮在2011年11月通過決議，向總部設於帕爾馬、參與鐵路工程的意大利公司皮薩洛提表達「道德和政治責難」。那不勒斯市政府也同樣要求皮薩洛提公司退出工程。然而，皮薩洛提牽涉到的路段（隧道鑽挖機興建、3號隧道西段）並非位於約旦河西岸。

## 未來
伊扎克·納馮車站完工後，有計劃將路線延伸至市內，並興建兩個車站：一個位於市中心，另一個位於舊城區；其中舊城區車站可能會被命名為「唐納·川普車站」。更後的階段有可能在耶路撒冷加設更多車站。